# NHL Entry Draft 2006

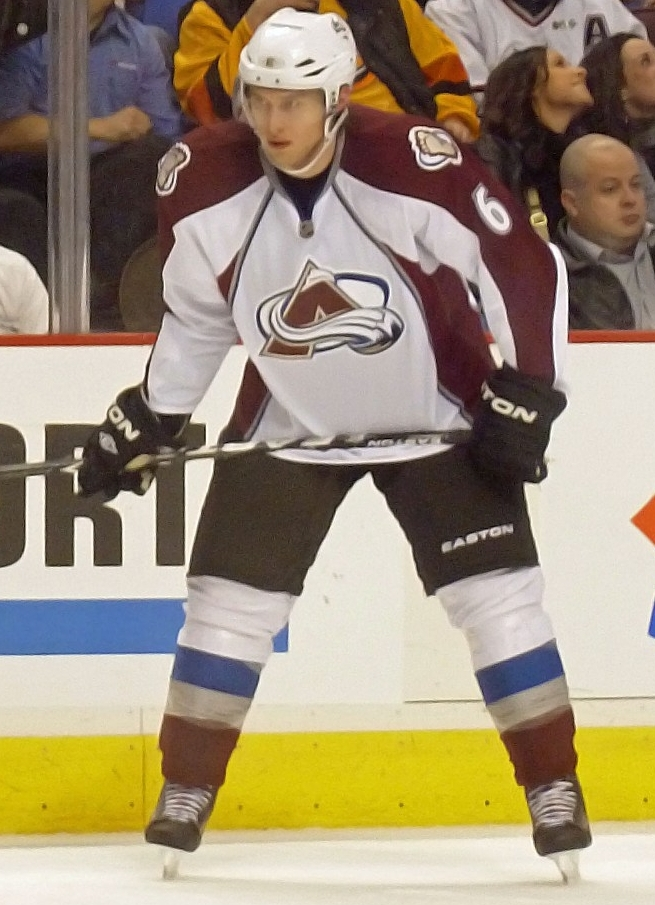
Erik Johnson spelar idag i Colorado Avalanche.

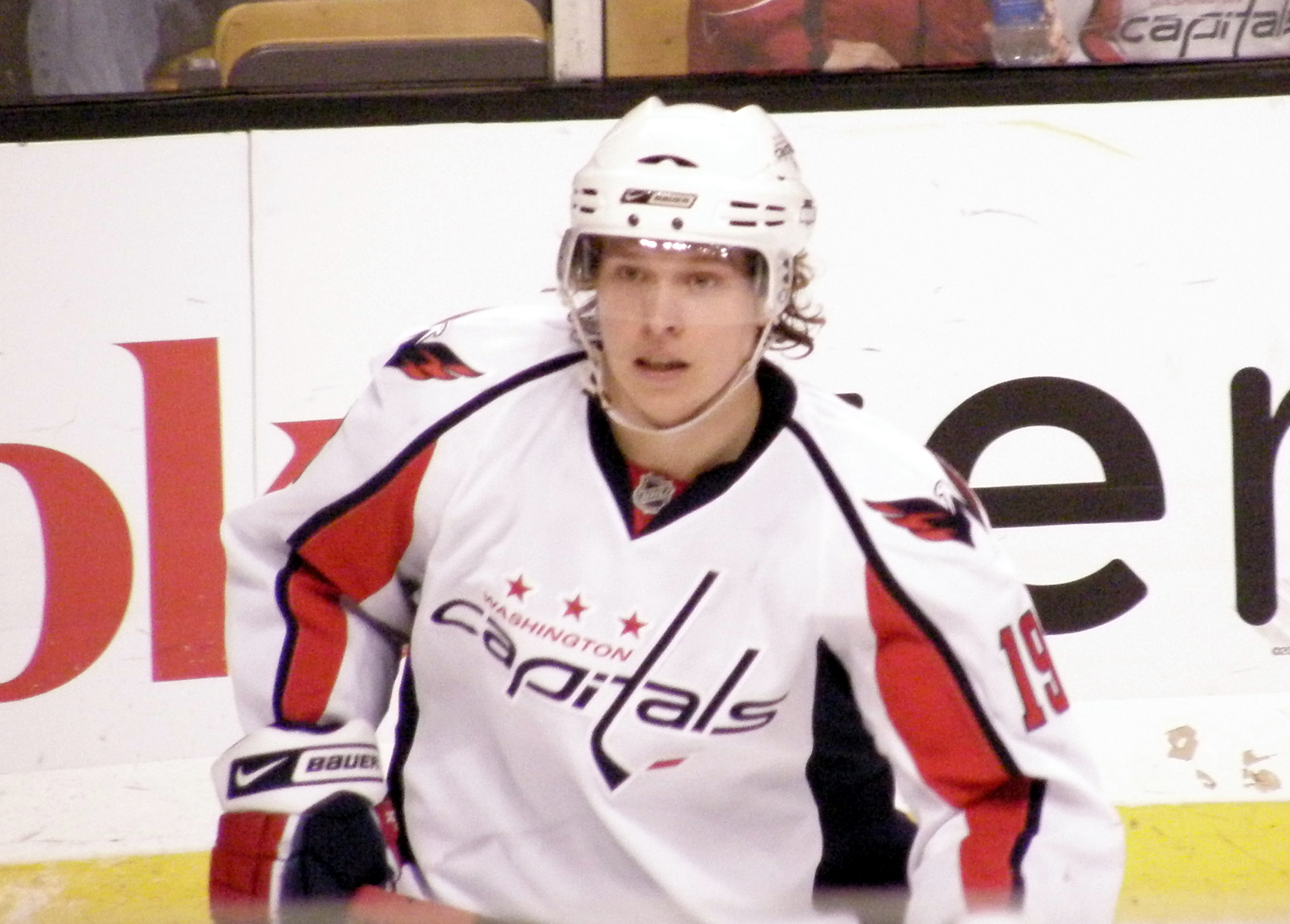
Nicklas Bäckström valdes som fjärde spelare totalt.

2006 NHL Entry Draft var den 44:e NHL-draften. Den pågick 24-25 juni 2006 i General Motors Place, numera känd som Rogers Arena, i Vancouver, British Columbia, Kanada. St. Louis Blues var först ut i draften och valde Erik Johnson.
Nicklas Bäckström blev detta år förste svensk att bli vald, som fjärde spelare totalt av Washington Capitals. Jordan Staal (Pittsburgh Penguins) och Jonathan Toews (Chicago Blackhawks) valdes som andre respektive tredje spelare totalt.

## Övriga svenskar
- 24 	Dennis Persson, 	        Buffalo Sabres
- 25 	Patrik Berglund, 	        St. Louis Blues
- 46 	Jhonas Enroth, 	        Buffalo Sabres
- 62 	Dick Axelsson, 	        Detroit Red Wings
- 64 	Jonas Junland, 	        St. Louis Blues
- 70 	Robin Figren, 	        New York Islanders
- 76 	Tony Lagerström, 	        Chicago Blackhawks
- 82 	Daniel Rahimi, 	        Vancouver Canucks
- 88 	Jonas Ahnelöv, 	        Phoenix Coyotes
- 92 	Daniel Larsson, 	        Detroit Red Wings
- 114 	Niclas Andersén, 	        Los Angeles Kings
- 141 	Kim Johansson, 	        New York Islanders
- 161 	Viktor Stålberg, 	        Toronto Maple Leafs
- 173 	Stefan Ridderwall, 	        New York Islanders
- 184 	Alexander Hellström, 	St. Louis Blues
- 206 	Viktor Sjödin, 	        Nashville Predators
- 209 	Per Johnsson, 	        Calgary Flames